# Hawrani Dział

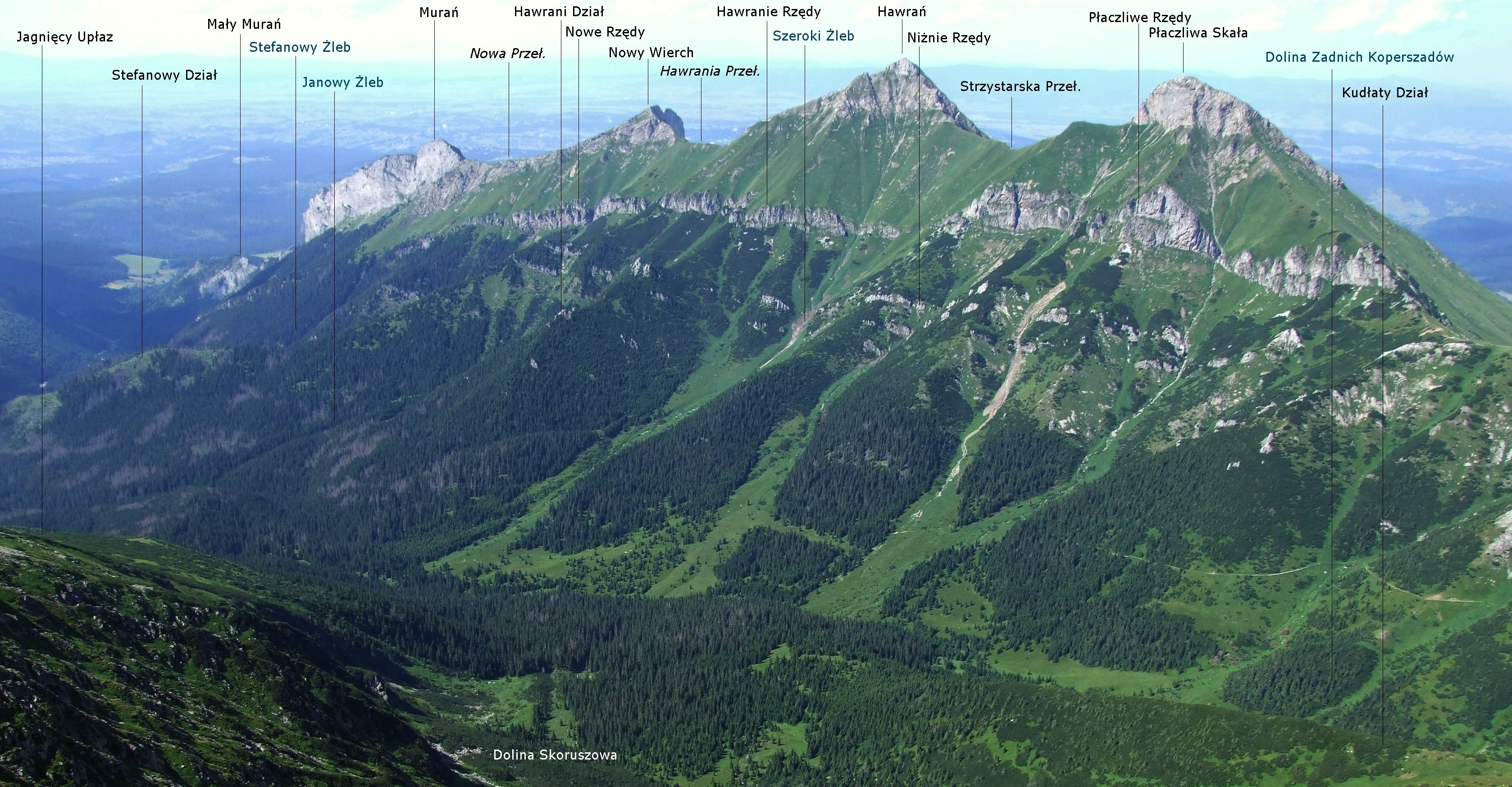
Widok z Jagnięcego Szczytu

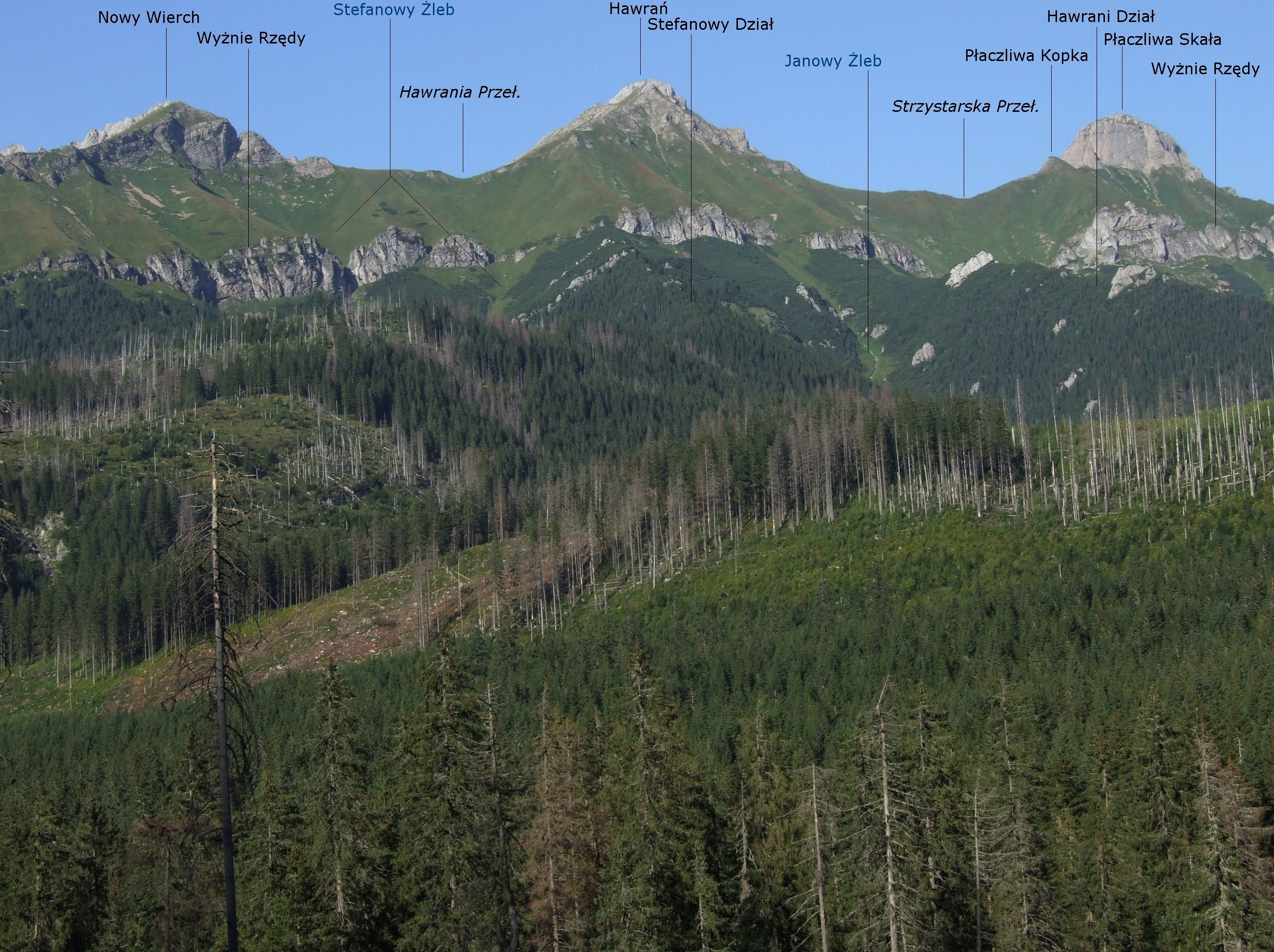
Widok z dolnej części Doliny Jaworowej

Hawrani Dział (słow. Havrani diel) – długa grzęda odchodząca w południowo-zachodnim kierunku od Hawraniej Czubki w masywie Hawrania w Tatrach Bielskich. Opada do Doliny Zadnich Koperszadów, oddzielając Janowy Żleb znajdujący się po jej zachodniej stronie od Szerokiego Żlebu po wschodniej stronie
Dolną część Hawraniego Działu porasta las, ale znajdują się w nim wapienne, gołe skały. W środkowej części jest płytka przełączka – Janowy Przechód, przez który prowadzi nieznakowana ścieżynka trawersująca południowe stoki Hawrania i Nowego Wierchu. 
Przez Hawrani Dział przebiegała dawniej granica oddzielająca myśliwski areał księcia Christiana Hohenlohego w dolnej, w większości zalesionej części Doliny Zadnich Koperszadów od pasterskich i w dużym stopniu bezleśnych obszarów górnej części tej doliny. Na bardzo żyznych polanach wypasali tutaj mieszkańcy Białej Spiskiej. Resztki płotu ogradzającego zwierzyniec księcia zachowały się do czasów współczesnych, w postaci m.in. drutów, kołków i dwumetrowych, żelaznych słupów w podszczytowym uskoku Hawraniej Czubki.
Do Hawraniego Działu dochodzi droga jezdna wykonana w latach 1885–86 na zlecenie Christiana Hohenlohego. Obecnie prowadzi nią niebieski szlak turystyczny od Rozdroża pod Muraniem na Przełęcz pod Kopą. Przy szlaku, u południowych podnóży Hawraniego Działu znajduje się na polanie duży głaz z żelaznym krzyżem.